# Dardenne Prairie
Dardenne Prairie – miasto w Stanach Zjednoczonych, w stanie Missouri, w hrabstwie St. Charles.